# L'ascella del Sole
L'ascella del Sole è un mito dei Boscimani meridionali (Sudafrica) che vuole spiegare come ebbe origine il mondo, quali funzioni siano assegnate agli astri e quale sia il ruolo degli agenti atmosferici. Quindi si tratta di una storia sacra trasmessa per via orale utile anche per rinsaldare e unificare la comunità. Il mito ha la funzione primaria di descrivere come andarono i fatti all'origine della vita, quando da un caos primordiale si diffuse la vita degli esseri viventi.

## Trama
Il mito racconta il tentativo di un gruppo di ragazzi di sollevare il Sole dalla parte della ascella affinché illumini tutto il territorio ed asciughi il riso dei Boscimani. Seguendo il consiglio della madre, aspettano che il Sole vada a dormire per avvicinarsi, parlargli, sollevarlo e lanciarlo su nel cielo. Così fanno e durante il loro gesto invocano il Sole a riscaldare la terra dei Boscimani. La seconda parte del mito narra il susseguirsi del sorgere e del tramonto del Sole in rapporto alla Luna che viene trafitta dal raggio solare fino a che deperisce e conserva solo la sua spina dorsale. Però il ciclo prosegue e si trasforma in un'altra Luna, quella piena, rinata con la pancia. E grazie al Sole che sta lassù la vita prosegue.